# Абатство Сито
Абатство Сито е католически манастир във Франция, основан през 1098 г. от Робер Молемски. Тук е създаден Цистерцианският орден. Разположено е на територията на съвременния департамент Кот д'Ор, община Сен-Никола-льо-Сито.